# Пиксин, Иван Алексеевич
Иван Алексеевич Пиксин — советский хозяйственный, государственный и партийный деятель.

## Биография
Родился в 1905 года в селе Милорадовка Самарской губернии. Член ВКП(б) с 1929 года.
С 1927 года — на хозяйственной, общественной и политической работе.
В 1927—1955 гг. — в РККА, слушатель рабочего факультета в Саратове, учился в Сталинградском институте марксизма-ленинизма, заведующий Культурно-пропагандистским отделом, 2-й секретарь Краснооктябрьского районного комитета, заведующий Отделом Сталинградского городского комитета ВКП(б), секретарь Сталинградского городского комитета ВКП(б) по пропаганде и агитации, 2-й секретарь Сталинградского городского комитета ВКП(б), инспектор ЦК ВКП(б), 1-й секретарь Мордовского областного комитета ВКП(б), секретарь Чистопольского областного комитета КПСС, заместитель управляющего делами СМ РСФСР.
Избирался депутатом Верховного Совета СССР 3-го созыва.
Умер в Москве 28 октября 1973 года от гипертонии.